# (1886) Lowell
(1886) Lowell es un asteroide que forma parte del cinturón de asteroides y fue descubierto por Henry Lee Giclas desde el observatorio Lowell de Flagstaff, Estados Unidos, el 21 de junio de 1949.

## Designación y nombre
Lowell fue designado inicialmente como 1949 MP.
Más adelante se nombró en honor del astrónomo estadounidense Percival Lowell (1855-1916).

## Características orbitales
Lowell está situado a una distancia media del Sol de 2,626 ua, pudiendo alejarse hasta 3,042 ua. Tiene una inclinación orbital de 14,88° y una excentricidad de 0,1581. Emplea 1555 días en completar una órbita alrededor del Sol.